# Seminar: Annual Extraordinary Number of The Jurist
Seminar ist der Name einer englischsprachigen rechtswissenschaftlichen, vor allem rechtshistorischen Zeitschrift.
Sie war eine Beilage zur seit 1941, zunächst vierteljährlich, erscheinenden Zeitschrift The Jurist, deren Gegenstand vornehmlich das Kanonische Recht der Römisch-katholischen Kirche ist. Sie erschien jährlich in dreizehn Bänden von 1943 bis 1956. Der dreizehnte Band umfasste die Jahre 1955 bis 1956. Herausgegeben wurde sie von der School of Canon Law, The Catholic University of America. Die Zeitschrift enthielt überwiegend rechtsgeschichtliche Beiträge. Viele emigrierte Wissenschaftler publizierten dort, z. B. Stephan Kuttner, Fritz Pringsheim, Eberhard F. Bruck und Friedrich Engel-Jánosi.
Im Deutschen Exilarchiv hat sie die Signatur 2010/114.